# Benjamin Bouchouari
Benjamin Bouchouari (Borgerhout, Bélgica, 13 de noviembre de 2001) es un futbolista marroquí que juega de centrocampista en el A. S. Saint-Étienne de la Ligue 2.

## Trayectoria

### Inicios
Nacido en Borgerhout, Bélgica, Benjamin comenzó su carrera en la división juvenil del Fortuna Sittard y formó parte de su plantilla sub-19. Después se incorporó a la división juvenil del Roda JC Kerkrade y formó parte de sus plantillas sub-19 y sub-21.

### Roda JC Kerkrade
Firmó su primer contrato profesional con el Roda JC Kerkrade en 2020. Representaría al club en la Eerste Divisie 2020-21. Jugó su primera partido con el club en un encuentro de la Copa de los Países Bajos contra el Fortuna Sittard el 28 de octubre de 2020 como sustituto de Patrick Pflücke en el minuto 77 del partido. El partido terminó 0-2 a favor del Fortuna Sittard. Debutó en la liga contra el Jong FC Utrecht el 9 de noviembre de 2020. Comenzó como sustituto en el minuto 81 del partido por Patrick Pflücke. El partido terminó 2-0 con la derrota del Roda JC. Marcó su primer gol con el club contra el Excelsior Rotterdam el 15 de febrero de 2021 en el minuto 83 del partido, que ganaron por 1-3.

### A. S. Saint-Étienne
El 16 de agosto de 2022 firmó un contrato de tres años con el A. S. Saint-Étienne de Francia.

## Selección nacional
Nacido en Bélgica, es de ascendencia marroquí. Optó por representar a la selección de Marruecos sub-23 en 2021.

## Estadísticas

### Clubes
Actualizado al último partido disputado el 1 de octubre de 2022.
| Club                            | Div.          | Temporada     | Liga  | Liga  | Copas nacionales | Copas nacionales | Copas internacionales | Copas internacionales | Total | Total |
| Club                            | Div.          | Temporada     | Part. | Goles | Part.            | Goles            | Part.                 | Goles                 | Part. | Goles |
| ------------------------------- | ------------- | ------------- | ----- | ----- | ---------------- | ---------------- | --------------------- | --------------------- | ----- | ----- |
| Roda JC Kerkrade · Países Bajos | 2.ª           | 2020-21       | 30    | 1     | 1                | 0                | —                     | —                     | 31    | 1     |
| Roda JC Kerkrade · Países Bajos | 2.ª           | 2021-22       | 37    | 2     | 0                | 0                | —                     | —                     | 37    | 2     |
| Roda JC Kerkrade · Países Bajos | 2.ª           | 2022-23       | 1     | 0     | 0                | 0                | —                     | —                     | 1     | 0     |
| Roda JC Kerkrade · Países Bajos | Total club    | Total club    | 68    | 3     | 1                | 0                | 0                     | 0                     | 69    | 3     |
| A. S. Saint-Étienne Francia     | 2.ª           | 2022-23       | 7     | 0     | 0                | 0                | —                     | —                     | 7     | 0     |
| A. S. Saint-Étienne Francia     | Total club    | Total club    | 7     | 0     | 0                | 0                | 0                     | 0                     | 7     | 0     |
| Total carrera                   | Total carrera | Total carrera | 75    | 3     | 1                | 0                | 0                     | 0                     | 76    | 3     |

## Palmarés

### Torneos internacionales
| Título           | Equipo                        | Sede  | Año  |
| ---------------- | ----------------------------- | ----- | ---- |
| Juegos Olímpicos | Selección sub-23 de Marruecos | París | 2024 |